# Gymnocerus
Gymnocerus is een kevergeslacht uit de familie van de boktorren (Cerambycidae). De wetenschappelijke naam van het geslacht werd voor het eerst geldig gepubliceerd in 1835 door Audinet-Serville.

## Soorten
Gymnocerus is monotypisch en omvat slechts de volgende soort:
- Gymnocerus scabripennis Audinet-Serville, 1835